# Datoria publică a României
Datoria publică a României include datoria administratiei publice, conform legislației naționale include, în plus față de datoria publică conform metodologiei UE, datoria garantată de Guvern, prin MFP, și de către UAT, rambursată din sursele proprii ale beneficiarilor de garanție, precum și împrumuturile din disponibilitățile CCGTS, în timp ce datoria publică conform metodologiei UE conține în plus  datoria agenților economici reclasificați în sectorul administrației publice. 
Distincția între obligațiile financiare ale autorităților publice centrale și locale este:
datorie publica guvernamentală, ce exprimă totalitatea obligațiilor financiare interne și externe ale statului, la un moment dat, provenind din împrumuturile contractate direct sau garantate de Guvern, prin Ministerul Finanțelor Publice, în numele României, de pe piețele financiare. Datorie publică locală, ce evidențiază totalitatea obligațiilor financiare interne și externe ale autorităților administrației publice locale, la un moment dat, provenind din împrumuturi contractate direct sau garantate de acestea de pe piețele financiare.

## Evoluția datoriei publice până în prezent
| An                                      | 2007  | 2008  | 2009* | 2010* | 2011* | 2012*   | 2013* | 2014* | 2015* | 2016* | 2017* | 2018* | 2019* | 2020* | 2021              |
| Procent                                 | 19,8% | 21,3% | 23,6% | 30,5% | 34,7% | 38,1%   | 38%   | 39,8% | 37,8% | 37,4% | 35,1% | 34,7% | 35,3% | 47,3% |                   |
| Guvernare                               | PNL   | PNL   | PDL   | PDL   | PDL   | PSD PNL | PSD   | PSD   | PSD   | Ind   | PSD   | PSD   | PSD   | PNL   | PNL USR PLUS UDMR |
| *Metodologia Uniunii Europene **Estimat |       |       |       |       |       |         |       |       |       |       |       |       |       |       |                   |

| An                                                 | 2000     | 2001     | 2002     | 2003     | 2004     | 2005     | 2006     | 2007     | 2008      | 2009      | 2010      |
| Datoria publică                                    | 25.288,8 | 33.817,8 | 43.867,4 | 51.363,2 | 55.819,7 | 59.010,9 | 63.340,8 | 82.324,3 | 109.795,1 | 147.329,0 | 157.410   |
| Rata de creștere a datoriei publice guvernamentale |          | 33,73 %  | 29,72%   | 17,09%   | 8,68%    | 5,72%    | 7,34%    | 29,97%   | 33,37%    | 34,19%    | 6,84%     |
| Datoria publică guvernamentală                     | 25.285,5 | 33.776,4 | 43.793,8 | 51.136,6 | 55.147,3 | 56.381,8 | 59.868,5 | 76.149,6 | 100.556,4 | 136.493,8 | 182.510,3 |
| Datoria locală                                     | 3,3      | 41,4     | 73,6     | 226,6    | 672,4    | 2.629,1  | 3.472,3  | 6.174,7  | 9.238,7   | 10.835,2  | 11.948,9  |
| *Milioane lei RON                                  |          |          |          |          |          |          |          |          |           |           |           |

| An                                                 | 2011      | 2012*   | 2013*   | 2014*   | 2015*   | 2016    | 2017    | 2018    | 2019    | 2020    | 2021 |
| Datoria publică                                    | 191.035   | 219.761 | 238.882 | 262.195 | 269.151 | 285.553 | 301.158 | 330.487 | 373.624 | 498.352 |      |
| Rata de creștere a datoriei publice guvernamentale | 21,36%    | 15,04%  | 8,7%    | 9,76%   | 2,65%   | 6,09%   | 5,46%   | 9,74%   | 13,05%  | 33,38%  |      |
| Datoria publică guvernamentală                     | 210.235,0 | 204.437 | 223.349 | 246.055 | 253.353 | 270.013 | 286.399 | 315.943 | 358.820 | 482.492 |      |
| 'Datoria locală'11.948,9                           | 12,533.7  | 15.322  | 15.532  | 16.140  | 15.798  | 15.539  | 14.758  | 15.798  | 14.804  | 15.859  |      |
| *Milioane lei RON                                  |           |         |         |         |         |         |         |         |         |         |      |

## Serviciul datoriei publice
Serviciul datoriei publice (ce include atât rambursarile de capital, cât și costul datoriei publice) a crescut semnificativ în 2009, până la nivelul de 59,4 mld RON față de 14,3 mld RON  în 2008, atât pe fondul unei datorii publice  în creștere, cât  și a faptului că finanțarea deficitului bugetar  și refinanțarea datoriei publice s-au făcut mai ales prin emisiuni de titluri de stat pe termen scurt, ca urmare a  înrăutățirii situației pe piețele interne  și externe de capital odată cu agravarea crizei financiare.

## Structura datoriei datoriei publice guvernamentale pe valute
Structura datoriei publice guvernamentale, pe valute, 2008-2012
| Ponderea în total | 2008  | 2009  | 2010  | 2011  | 2012  | 2018   |
| RON               | 59,7% | 47,1% | 45,3% | 48,1% | 44,0% | 49,68% |
| EUR               | 27,9% | 41,5% | 42,8% | 42,5% | 44,8% | 41,19% |
| USD               | 9,2%  | 6,3%  | 4,7%  | 2,9%  | 5,6%  | 8,55%  |
| Alte valute       | 3,2%  | 5,1%  | 7,2%  | 6,5%  | 5,6%  | 0,58%  |
| Total             | 100%  | 100%  | 100%  | 100%  | 100%  | 100%   |

## Structura datoriei publice guvernamentale pe tipuri de dobândă
| An                | 2008  | 2009  | 2010  | 2011  | 2012 |
| Dobandă fixă      | 31,3% | 42,4% | 52,1% | 54,9% |      |
| Dobandă variabilă | 68,7% | 57,6% | 47,9% | 45,2% |      |

## Structura datoriei publice guvernamentale din punct de vedere al maturității

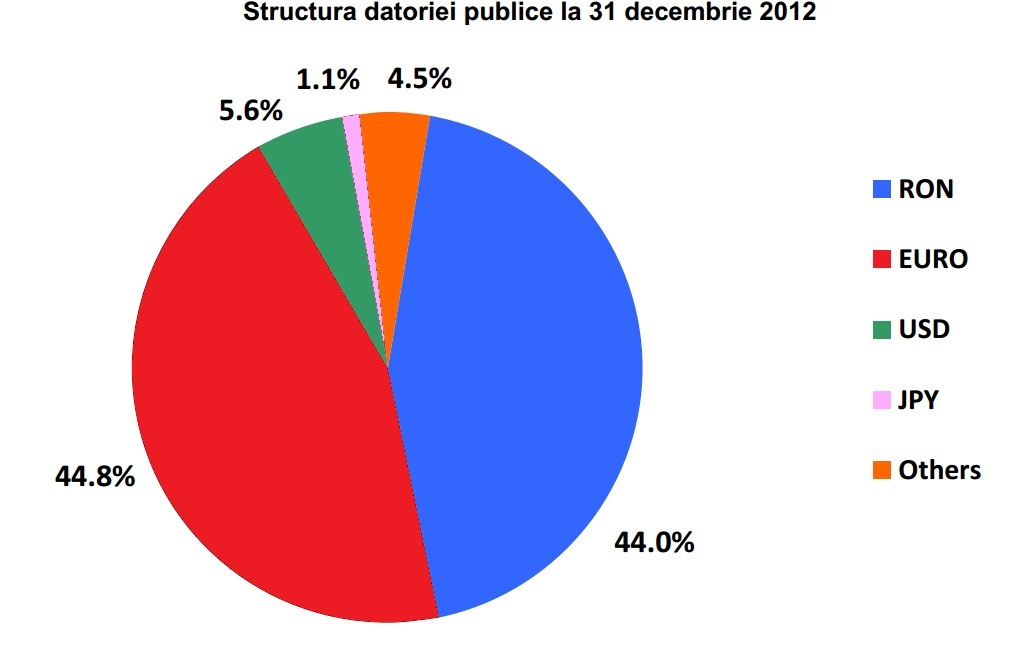
Structura datoriei publice, în România, 31 decembrie 2012, în funcție de monedă

| An      | 2008  | 2009  | 2010  | 2011  | 2012   | 2013  | 2014  | 2015  | 2016  | 2017  | 2018  | 2019 |
| < 1 an  | 49,3% | 37,8% | 35,1% | 32,2% | 15,38% | 6,25% | 6,68% | 6,35% | 6,86% | 5,04% | 3,28% |      |
| 1-5 ani | 10,7% | 19,9% | 23,4% | 26,2% |        |       |       |       |       |       |       |      |
| > 5 ani | 40,1% | 42,4% | 41,4% | 41,6% |        |       |       |       |       |       |       |      |

## Datoria externă brută
Datoria externă brută este alcătuită din soldul pasivelor reale, actuale și necondiționate ce presupun plăți viitoare de rate de capital și/sau de dobânzi, datorate de rezidenții unei economii față de nerezidenți
| An                                   | 2008 | 2009 | 2010 | 2011 | 2012 | 2013 | 2015 | 2014 | 2015 | 2016 | 2017 | 2018 | 2019 |
| Datoria externă brută, miliarde euro |      |      |      |      |      |      |      | 94,3 | 90   | 92,4 | 93,5 | 99,4 |      |
| Datoria externă netă                 |      |      |      |      |      |      |      |      |      |      |      |      |      |